# Cilla Domstad
Cilla Domstad, född 15 januari 1972 i Vetlanda, är en svensk komiker och dokusåpadeltagare. 
Cilla Domstad har medverkat i TV4:s Parlamentet två gånger – första gången i maj 2009, andra gången i november 2009. Hon har spelat in ett avsnitt av Roast på Berns där hon roastade Annika Lantz. Detta avsnitt visades på Kanal 5 måndagen den 17 maj 2010. Hon var med i premiärprogrammet av TV4:s Dansfeber som sändes lördag den 28 augusti 2010. Hon och fyra andra komiker dansade som Spice Girls och framförde låten Wannabe. Cilla Domstad var Sporty Spice. 
Den 20 februari 2011 inledde Domstad sin medverkan i Big Brother 2011 tillsammans med sexton andra deltagare. Säsongen sändes på TV11. Domstad blev utröstad dag 15 och fick lämna huset.
Domstad har arbetat med ståuppkomik i flera år, bland annat på Gasta i Gävle, Malmö Comedy Festival och Stockholm Live. Hon övertog folkparken Holmarna i Skutskär 2012.